# Nevo sebaceo
Il nevo sebaceo, noto anche come nevo organoide e nevo sebaceo di Jadassohn, è un nevo congenito e glabro che tipicamente si presenta sul volto e sul cuoio capelluto. Il nome è dovuto all'elevata concentrazione di ghiandole sebacee nell'area del nevo.

## Epidemiologia
Presenti sin dalla nascita, tali nevi sono presenti con incidenza non correlata a sesso o razza.

## Prognosi e trattamento
Il nevo sebaceo può essere considerato un tumore benigno, sebbene possa rappresentare anche un'area di origine per il carcinoma basocellulare e, più raramente, per il carcinoma sebaceo. Tuttavia il tasso di malignità si è dimostrato essere molto minore rispetto a quello inizialmente stimato, pertanto il trattamento escissionale non è raccomandato